# Vilém Kuna z Kunštátu starší
Vilém Kuna z Kunštátu starší († mezi rokem 1547 – srpnem 1548) byl moravský šlechtic z boleradické větve rodu pánů z Kunštátu.

## Život
Jeho otcem byl Boček Kuna z Boleradic. 
První písemná zmínka o Vilému Kunovi pochází z roku 1495. Nejprve se uplatnil v diplomatických službách, v roce 1521 se uvádí jako moravský podkomoří. V roce 1526 byl ustanoven jako výběrčí mimořádné zemské berně pro Znojemský kraj, kde působil již dříve jako hejtman královského města Znojma. I nadále se objevoval ve finanční sféře a při výběru daní. Roku 1517 byl určen jako poručník dcery Adama z Bačkovic, která měla značný majetek – Jaroslavice, Bačkovice, Nový Hrádek u Znojma a další. Po dosažení její plnoletosti si ji vzal za manželku. Vilém se také stal mecenášem sekty habrovanských, pro kterou přeložil a na své vlastní náklady nechal vytisknout knihu "O vzdělání svědomí dobrého".
Naposledy se Vilém Kuna uvádí roku 1547 a nejpozději do konce srpna 1548 byl po smrti.

## Příbuzenstvo
- otec: Boček Kuna z Boleradic
- 1. manželka: Anna z Bačkovic (1522)
- 2. manželka: Apolena Meziříčská z Lomnice (1547–1553)
- 1. bratr: Václav Kuna (1482–1487)
- 2. bratr: Jan Kuna II. z Kunštátu (1495–1540)
- 3. bratr: Smil Kuna starší (1495–1547)
- 4. bratr: Zikmund Kuna (1495)
- 5. bratr: Čeněk Kuna II. (1495)
- 6. bratr: Jindřich Kuna (1495–1553), probošt olomoucký (1549–1553)
- 1. sestra: Ludmila (1506)
- 2. sestra: Benigna (1506–1557)
- 3. sestra: Markéta (1506)
- syn: Vilém Kuna z Kunštátu mladší (1541–1569)